# Porokeratotischer ekkriner Ostiumnaevus
Der Porokeratotische ekkrine Ostiumnaevus ist ein sehr seltenes angeborenes Hamartom der Haut (Komedonennaevus) mit Hauptbefall der Handfläche.
Synonym: PEODDN, Akronym für englisch Porokeratotic eccrine and ostial dermal duct naevus
Die Erstbeschreibung stammt aus dem Jahre 1979 und erfolgte durch R. A. Marsden und Mitarbeiter.

## Verbreitung
Die Häufigkeit wird mit unter 1 zu 1.000.000 angegeben.

## Ursache
Der Erkrankung liegen – zumindest teilweise - Mutationen im GJB2-Gen auf Chromosom 13 Genort q12.11 zugrunde, welches für das Gap-Junctin-Protein Connexin 26 kodiert.
Dominante Mutationen dieses Genes sind für eine Reihe von Syndromen verantwortlich:
- Bart-Pumphrey-Syndrom
- Hystrix-like-Ichthyosis-Taubheit-Syndrom (HID)[6]
- Keratitis-Ichthyosis-Taubheitssyndrom verantwortlich.
- Keratoderma hereditarium mutilans (Vohwinkel)
- PPK-Taubheits-Syndrom[7]

## Klinische Erscheinungen
Klinische Kriterien sind:
- Krankheitsbeginn bereits als Neugeborenes oder Kleinkind
- Hauptsächlich untere Extremität, Handflächen und Fußsohlen, selten am Rumpf betroffen
- gelblich(-braune) Papeln entlang der Blaschko-Linien ohne störende Symptome, häufig Komedonenartige Keratosen
- Histologisch ekkrine Zelldifferenzierung